# Dietrich Mateschitz
Dietrich Mateschitz (tiếng Croatia: Matešić; 20 tháng 5 năm 1944 – 22 tháng 10 năm 2022) là một tỷ phú doanh nhân người Áo. Ông là đồng sáng lập và 49% chủ sở hữu của công ty nước tăng lực Red Bull. Tính đến ngày 24 tháng 7 năm 2020, theo Forbes, tài sản ròng của Mateschitz ước tính khoảng 26,9 tỷ đô la, khiến ông trở thành người giàu thứ 40 trên thế giới.
Ông qua đời 22 tháng 10 năm 2022, hưởng thọ 78 tuổi.

## Tiểu sử
Mateschitz sinh ngày 20 tháng 5 năm 1944, tại Sankt Marein im Mürztal, Styria, Áo trong một gia đình có tổ tiên là người Áo-Croatia. Cha mẹ anh đều là giáo viên tiểu học và chia tay khi anh còn nhỏ.